# Liste der Naturdenkmale in Herbolzheim
| Naturdenkmale | Anzahl |
| ------------- | ------ |
| FND           | 0      |
| END           | 1      |
| Gesamt        | 1      |

Die Liste der Naturdenkmale in Herbolzheim nennt die verordneten Naturdenkmale (ND) der im baden-württembergischen Landkreis Emmendingen liegenden Stadt Herbolzheim. In Herbolzheim gibt es insgesamt ein als Naturdenkmal geschütztes Objekt, das ein Einzelgebilde-Naturdenkmal (END) ist.
Stand: 31. Oktober 2016.

## Einzelgebilde (END)
| Name                     | Bild | Kennung     | Einzelheiten | Position | Fläche Hektar | Datum        |
| ------------------------ | ---- | ----------- | ------------ | -------- | ------------- | ------------ |
| Villa Heppe Herbolzheim  | BW   | 83160170006 | Herbolzheim  | ⊙        | 0,0           | 1. Juli 2004 |
| Legende für Naturdenkmal |      |             |              |          |               |              |